# Hemicircus
Hemicircus là một chi chim trong họ Picidae.

## Các loài
- Hemicircus sordidus
- Hemicircus concretus
- Hemicircus canente